# 熊木杏里 夢のある喫茶店
熊木杏里 夢のある喫茶店（くまきあんり ゆめのあるきっさてん）は、2005年4月より放送されている北海道放送（HBCラジオ）制作のラジオ番組。

## 番組内容
熊木自身の思ったことについてのトークや、リスナーからのお便りが中心である。番組の終わりには、「脳内クイズ」というなぞなぞのようなコーナーがある。熊木は、番組開始前の2004年4月 - 2005年3月に同じくHBCラジオで「朝のよふかし」を担当していた。
2008年7月13日から10月5日にはHBCテレビのワンセグ独自番組として日曜4:00 - 4:30にも放送、収録風景を撮影した「見えるラジオ」の構成でHBCからのお知らせを交えた形とした。
2012年4月より月曜未明1時（日曜深夜）へ放送時間を移動。
2013年10月より「ゆかりの今夜もゲームオーバー?」との番組枠交換により、日曜未明4時20分（土曜深夜）に放送時間を再び移動した。

## 出演者
- 熊木杏里（マスター）
- 不定期で熊木のコンサートのバンド仲間や親しい人物（歌手・演奏家が多く、特に、奥華子やファンキー加藤らの出演が多い）が2週間程度連続でゲスト出演することがある。2019年度はほぼ第2・3週の放送でゲストコーナーを行うことが多くなっている。

## 放送局
現在のネット局
| 放送対象地域  | 放送局            | 放送日                        | 備考 |
| ------------- | ----------------- | ----------------------------- | --- |
| 北海道        | 北海道放送（HBC） | 日曜 4:00 - 4:20 （土曜深夜） | 制作局 2012年3月までは土曜0:40-1:00（金曜深夜） 2012年4月 - 2013年9月の1年半は月曜 1:00 - 1:20（日曜深夜） |
| 長野県        | 信越放送（SBC）   | 月曜 0:45 - 1:04（日曜深夜）  | 放送開始から2012年3月まで及び2020年5月から9月までは月曜 1:00 - 1:19（日曜深夜） 2013年4月から2016年9月及び2018年4月から2020年3月までは月曜 0:00 - 0:19（日曜深夜） 2016年10月から2018年3月までは日曜 23:00 - 23:20 2020年4月及び2020年10月から2022年3月までは月曜 0:30 - 0:49（日曜深夜） 国政選挙日と重なる週は開票特別番組放送のため休止 この他『長野県知事選挙』等長野県内での主要選挙が行われる週についても数分から数十分繰り下げて放送する場合あり |
| 石川県        | 北陸放送（MRO）   | 翌週土曜 7:00 - 7:20          | 2016年3月28日 - ネット開始から2022年9月までは月曜 21:30 - 21:50 2022年10月から2023年9月までは土曜 15:30 - 15:50 |
| 京都府 滋賀県 | KBS京都           | 木曜 21:00 - 21:20            | 2016年9月29日 - ネット開始から2017年3月までは木曜 19:30 - 19:50 2024年3月までは土曜 21:00 - 21:20 2022年9月3日放送分はJリーグ中継のため休止 |
| 福島県        | ラジオ福島（RFC） | 月曜 21:00 - 21:20            | 2017年4月3日 - ネット開始から2018年9月までは月曜21:30 - 21:50 |
| 富山県        | 北日本放送（KNB） | 日曜 17:30 - 17:50            | 2018年4月3日 - ネット開始から2018年9月までは火曜21:30 - 21:50 2018年10月から2019年3月までは土曜21:30 - 21:50 2021年1月10日・17日放送分は特別番組放送のため、2023年10月8日から2023年10月29日放送分は『ももクロの湯けむりトーク』放送のためそれぞれ休止 |
| 広島県        | 中国放送（RCC）   | 日曜 5:40 - 6:00              | 2022年10月2日 - |